# Gigantodax aquamarensis
Gigantodax aquamarensis är en tvåvingeart som först beskrevs av Leon 1945.  Gigantodax aquamarensis ingår i släktet Gigantodax och familjen knott.
Artens utbredningsområde är Guatemala. Inga underarter finns listade i Catalogue of Life.